# Гаплогруппа E1b1 (Y-ДНК)
Гаплогруппа E1b1 (P2) — гаплогруппа ДНК Y-хромосомы человека. Наряду с гаплогруппой E1b2 (P75) является частью гаплогруппы E1b (P177).
В свою очередь, E1b1 делится на три субклада: Гаплогруппа E1b1*, Гаплогруппа E1b1a, Гаплогруппа E1b1b.

## Происхождение
Гаплогруппа E1b1 возникла в Восточной Африке — вероятно, в Эфиопии, где в настоящее время наблюдается наибольший в мире уровень парагруппы E1b1* (10—15 %).
Относительно времени возникновения также нет единого мнения. Это связано с тем, что некоторые исследователи при определении возраста гаплогруппы используют так называемые эволюционные поправки Животовского, которые увеличивают первичный возраст примерно в 2—3 раза. Другие же исследователи не согласны с использованием этих поправок.
Субклада E1b1a2 была обнаружена у обитателя эфиопской пещеры Мота, жившего 4500 лет назад.

## Распространение
Гаплогруппа E1b1 встречается в Африке, Европе (Юго-Восточная и Южная) и Западной Азии.

### E1b1*
В Эфиопии в настоящее время наблюдается наибольший уровень парагруппы E1b1* (10—15 %). В других районах Африки уровень парагруппы E1b1* не более 5 %.

### E1b1a
Гаплогруппа E1b1a является субкладом гаплогруппы E1b1 и распространена главным образом в Тропической Африке.
Rosa et al. (2007) предполагают, что гаплогруппа E1b1a возникла в Западной Африке, где наблюдается её наибольшее генетическое разнообразие. Доля гаплогруппы E1b1a в популяциях Западной Африке достигает сейчас 80 %, где она представлена субкладом E1b1a1 (M2).
Гаплогруппа E1b1a2 (M329) является одним из двух нисходящих субкладов гаплогруппы E1b1а и встречается среди 1-3 % жителей Эфиопии и Катара.
Взрывообразный рост числа носителей двух независимых линий субклады E1b1a1a1-M180/P88 (CTS1847, V43) произошёл примерно 5 тыс. лет назад в Африке южнее Сахары. По времени это событие совпадает с зафиксированным археологами резким распространением бантуговорящих племён, у которых гаплогруппа E преобладает.

### E1b1b
Гаплогруппа E1b1b является субкладом гаплогруппы E1b1 и встречается в Африке (Восточная, Северная и Южная), Европе (Юго-Восточная и Южная) и Западной Азии.
Вопрос о том, где и когда возникла гаплогруппа E1b1b, окончательно не решён (Восточная Африка или Средний Восток). В настоящее время большинство исследователей склоняются в пользу Восточной Африки (возможно, район современной Северной Эфиопии). Возраст гаплогруппы E1b1b по разным оценкам от 12000 до 22400 лет.
Древняя история гаплогруппы E1b1b связана с носителями хамито-семитских (афразийских) языков
Гаплогруппа E1b1b1 является основным субкладом гаплогруппы E1b1b.